# 遊戲小白
參數所指定的目標頁面不存在，建議更正成存在頁面或直接建立下列一個頁面（建立前請先搜尋是否有合適的存在頁面可以取代）：
- 小白 (网络用语)

遊戲小白(Munchkin)是一群在角色扮演遊戲或泥巴遊戲中只追求殺戮的過程、無視遊戲平衡的玩家。在他們的觀念裡,遊戲就是為了勝利，而遊戲主持者是阻礙他們達成勝利的最大威脅。因此他們不擇手段鑽規則漏洞，不誠實紀錄彈數和HP，及偷偷塗改角色紙上的屬性值和道具，以達到在遊戲中得到勝利。
有人稱這些遊戲小白為“Powergamer”，但Powergamer其實更應該用來指一般有巫師能力，但因為各種原因而沒有參與開放工作的資深玩者。
有人認為，遊戲小白是每一個線上遊戲必然經過的階段。因為當你沒有經歷過這一階段，要你明白“保持遊戲平衡”這個概念未必容易。唯有當你自己親身經歷過那一種不公平，你才能有所體會。台灣有些早期(1990年代末期)的泥巴遊戲開發者形容這個階段為“走火入魔”的階段。另外，史蒂夫·傑克遜遊戲有出同名的卡片和角色扮演遊戲來諷刺其他系統。